# Карл Крумбахер

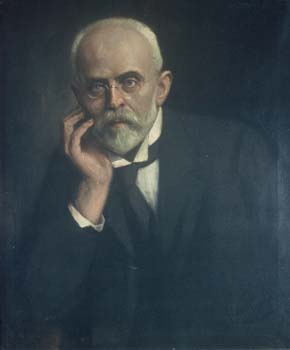
Карл Крумбахер (1856—1909)

Карл Крумбахер (нім. Karl Krumbacher) (*23 вересня 1856 — †12 грудня 1909) — відомий німецький візантиніст, засновник візантиністики як окремої академічної дисципліни.

## Біографія
Карл Крумбахер народився 23 вересня 1856 року в Баварії. У 1869—1875 рр. навчався в гуманітарній гімназії в Кемптені, а з 1876 року вивчав класичну філологію та індогерманістику в університетах Мюнхена та Лейпцигу. Після закінчення навчання у 1879—1891 рр. працював гімназійним вчителем у Мюнхені. У 1883 році захистив докторат, а у 1884 році — габілітацію з грецької філології. Помер 12 грудня 1909 року в Мюнхені.

## Наукова діяльність
Карл Крумбахер у 1892 році заснував науковий журнал Byzantinische Zeitschrift як фаховий часопис для досліджень у галузі візантиністики, у якому публікували наукові статті, рецензії та збирали бібліографічну інформацію про всю літературу у цій галузі, опубліковану у світі. Журнал став провідним науковим журналом з візантиністики, навколо якого гуртувалося західноєвропейське дослідження візантиністики. У 1898 році Крумбахер засновує академічну серію Byzantinisches Archiv, у якій друкують монографії з візантійської історії та культури. Карлу Крумбахеру вдалося відкрити у 1896 році кафедру грецької філології нового та середнього періоду, а у 1898 році — Семінар середньо- та новогрецької філології при Мюнхенському університеті.

## Праці
Головною працею Карла Крумбахера є його монументальна «Історія візантійської літератури від часів Юстиніана до кінця східноримської імперії» (Geschichte der byzantinischen Literatur von Justinian bis zum Ende des oströmischen Reiches) (1891). У 1897 році вчений у співпраці з Альбертом Ергардом та Гайнріхом Ґельцером видав друге, значно розширене видання цієї праці, в якому Ерхгард написав розділ про богословську літературу Візантії, а Гельцер додав нарис візантійської історії з 395 до 1453 року. Ця монументальна праця була великим досягненням того часу, зважаючи на майже цілковиту відсутність попередніх наукових напрацювань з дослідження візантійської літератури. Історія візантійської літератури Крумбахера протягом багатьох десятиліть служила основою та вихідним пунктом для будь-кого, хто вивчав візантійську літературу. Георг Острогорський, відомий вчений-візантиніст, у своїй праці «Історія Візантії» (1963 року видання) зазначає, що Історія візантійської літератури — це «доробок Крумбахера, щонайвизначніша пам'ятка людської вчености та працьовитості, яку знала візантиністика від часів Дюканже».
Крім своєї монументальної праці, Крумбахер написав декілька інших наукових праць з візантійської літератури, візантійської та новогрецької філології.
Повну бібліографію праць Карла Крумбахера опубліковано у 19 томі Byzantinische Zeitschrift (1910) на стор. 700—708.

Ці три досягнення Карла Крумбахера — заснування кафедри та Семінару середньо- та новогрецької філології у Мюнхені, заснування та видання Byzantinische Zeitschrift і його монумантальна Історія візантійської літератури — мали величезне знячення для становлення та розвитку візантиністики.